# Evarcha syriaca
Evarcha syriaca là một loài nhện trong họ Salticidae.
Loài này thuộc chi Evarcha. Evarcha syriaca được Wladislaus Kulczynski miêu tả năm 1911.